# Splet
Splèt, svetóvni splèt ali z angleško kratico WWW je porazdeljen hipertekstni (nadbesedilni) sistem, ki deluje v medmrežju. Hipertekstne dokumente pregledujemo s programom, imenovanim brskalnik, ki s spletnega strežnika dokument prenese in ga prikaže, navadno na računalniškem zaslonu. Besedilnim spletnim dokumentom pravimo spletna stran, smiselno povezanim spletnim mestom pa spletišče. V spletnih straneh so lahko povezave, ki kažejo na druge spletne strani ali celo pošljejo povratno informacijo spletnemu strežniku. Za sprehajanje po spletnih straneh se uporablja izraz deskanje.

## Trije standardi
Delovanje spleta sloni na treh standardih:
- URL (angleško »Uniform Resource Locator«, enolično kazalo virov) – določa za vsak dokument v spletu enolični »naslov«, na katerem ga lahko najdemo
- HTTP (angleško »Hyper-Text Transfer Protocol«, protokol za prenos hiperteksta) – določa način, kako se sporazumevata spletni strežnik in brskalnik
- HTML (angleško »Hyper-Text Markup Language«, hipertekstovni označevalni jezik) – določa skladnjo označevanja metabesedilnih elementov (naslovov, slik ipd., predvsem pa povezav do drugih dokumentov) v besedilu

Berners-Lee zdaj predseduje neprofitni organizaciji World Wide Web Consortium, ki razvija in vzdržuje te in druge sorodne standarde, tako da lahko splet služi za učinkovito hranjenje in dostopanje do informacij.

## Zgodovina
Začetki spleta segajo v leto 1989, ko sta Tim Berners-Lee in Robert Cailliau v Evropskem središču za jedrske raziskave CERN razvila sistem ENQUIRE (angleška kratica za »Enquire Within Upon Everything«, po knjigi, ki se je je Berners-Lee spominjal iz otroštva). Čeprav se je precej razlikoval od spleta, kot ga poznamo danes, je vseboval mnogo istih osrednjih zamisli, kot jih srečamo pri spletu in tudi naslednjem Berners-Leejevem projektu, projektu Semantic Web. Po Berners-Leejevih besedah ga je pri snovanju spleta vodila predvsem misel, da bi poenostavil dostop do knjižničnih informacij, ki so gostovale na različnih strežnikih v raziskovalnem središču CERN.
Bolj izdelan predlog za splet, kot ga poznamo danes, je Berners-Lee predstavil 12. novembra 1990, prvo spletno stran pa je spisal dan pozneje, 13. novembra na delovni postaji NeXT. Prek božičnih praznikov je Berners-Lee izdelal vsa potrebna orodja za delujoč splet: WorldWideWeb, prvi spletni brskalnik (ki je bil obenem tudi urejevalnik spletnih strani), ter spletni strežnik. 6. avgusta 1991 je objavil kratek povzetek projekta WorldWideWeb v novičarski skupini alt.hypertext.
Osnovne temeljne zamisli hiperteksta so razvili že prej, npr. Projekt Xanadu Teda Nelsona in oN-Line System (NLS) Douglasa Engelbarta. Tako Nelson kot Engelbart sta se zgledovala po na mikrofilmu zasnovanem sistemu »memex« Vannevarja Busha, opisanem v eseju As We May Think iz leta 1945. Preboj, ki ga je izvedel Berners-Lee, je v tem, da je hipertekst združil z internetom. Spotoma je razvil še sistem globalnih enoličnih identifikatorjev za vire v spletu, zdaj poznanem kot URL.
Svetovni splet je glede na hipertekstne sisteme, kot so jih poznali pred letom 1990, vnesel nekaj bistvenih razlik:
- Svetovni splet ne zahteva dvosmernih povezav; namesto tega zadoščajo enosmerne. To pomeni, da lahko kdorkoli doda povezavo na določeno stran, ne da bi upravnik te strani moral karkoli storiti.
- Za razliko od sistemov, kot sta HyperCard ali Gopher, je splet odprt in prost, kar je omogočilo vsakomur, da je brez licenčnin razvijal strežnike in brskalnike ter razširitve zanje. 30. aprila 1993 je namreč CERN objavil, da bo svetovni splet prost za vsakogar brez licenčnine.[4]